# Arize
Ne doit pas être confondu avec la Rize, affluent du Rhône.
L'Arize est une rivière du Sud-Ouest de la France qui coule en région Occitanie, dans les départements de l'Ariège et de la Haute-Garonne. C'est un affluent direct de la Garonne en rive droite.
Elle a forgé à travers le calcaire une grotte naturelle, la grotte du Mas-d'Azil qui fit l'objet d'une occupation humaine depuis le Magdalénien.

## Géographie

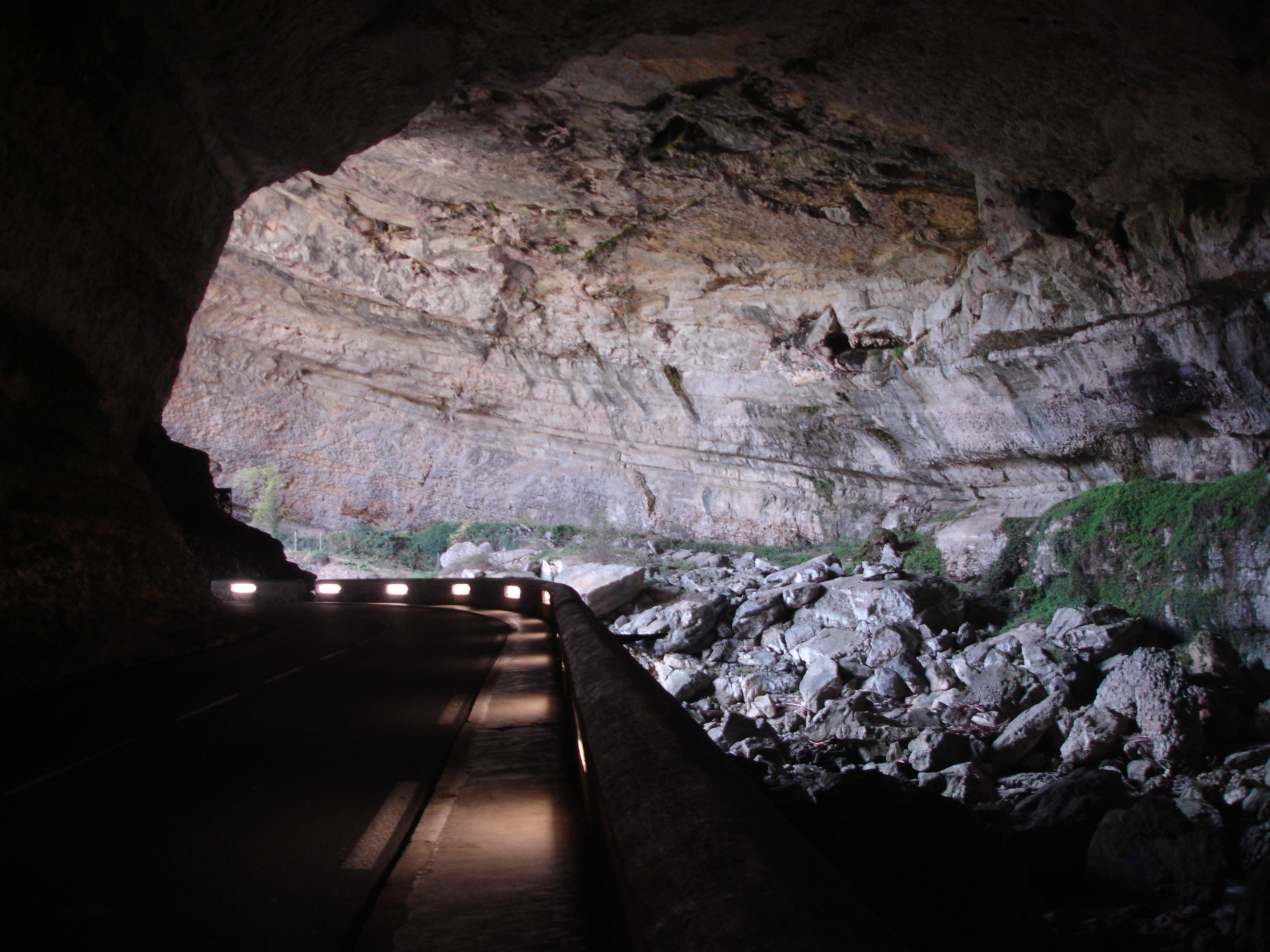
L'Arize et la route traversant la grotte du Mas d'Azil.

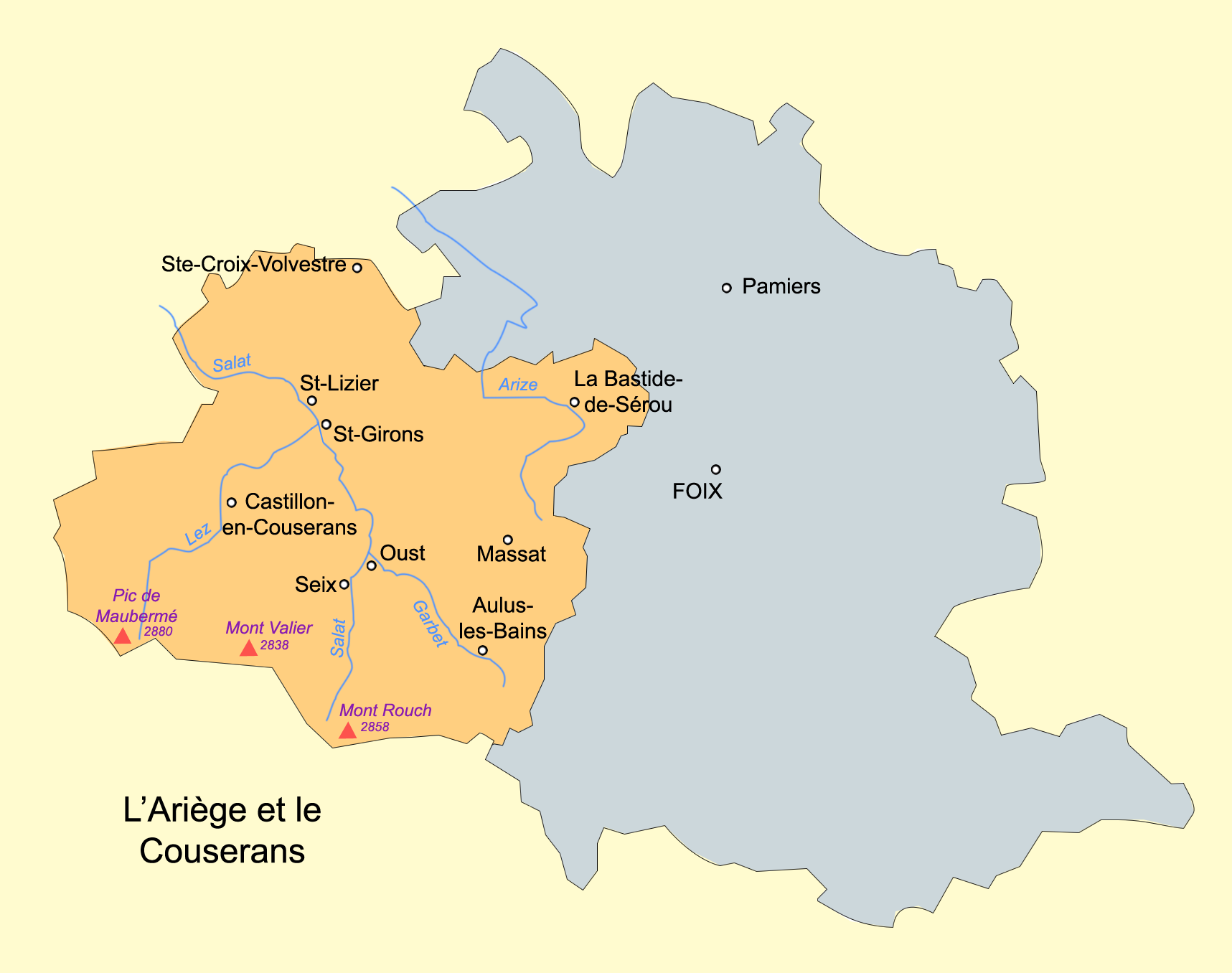
L'Arize en Ariège.

Selon le Sandre, l'Arize porte dans sa partie amont les noms de ruisseau des Bers puis de rivière de Péguère. Le ruisseau des Bers prend sa source vers 1 250 mètres d'altitude, dans les Pyrénées, en Ariège, sur les pentes nord du massif de l'Arize, à proximité du col de Péguère, en limite des communes de Sentenac-de-Sérou et d'Esplas-de-Sérou. Selon le Géoportail, la partie amont porte le nom de ruisseau des Bers. Après avoir reçu le ruisseau de Nogué sur sa droite, il prend le nom de rivière de Péguère, puis, quelques kilomètres plus en aval, celui d'Arize.
Prenant la direction du nord-est, elle arrose le village de Nescus. Elle oblique au nord-ouest et baigne le village de La Bastide-de-Sérou. Elle reçoit ensuite successivement le ruisseau d'Aujole en rive droite puis l'Artillac en rive gauche. Elle se dirige vers l'ouest et baigne Durban-sur-Arize. Elle bifurque ensuite vers le nord puis le nord-est. Elle s'enfonce alors à travers le massif du Plantaurel sur plus de 400 mètres dans la grotte du Mas-d'Azil puis traverse le bourg du Mas-d'Azil.
Au village de Sabarat, elle change à nouveau de direction et prend celle du nord-ouest. Elle arrose successivement Les Bordes-sur-Arize, et Campagne-sur-Arize, à sa confluence avec la Dourne. Elle reçoit ensuite le ruisseau de Montbrun au sud-est de Daumazan-sur-Arize qu'elle arrose. Elle conflue avec le ruisseau de l'Argain en rive droite et baigne La Bastide-de-Besplas.
Elle entre ensuite dans la Haute-Garonne, traverse Montesquieu-Volvestre puis reçoit en rive gauche le ruisseau de Lazaou (également appelé l'Azau). Elle oblique vers le nord, contourne Rieux-Volvestre par l'est, enfermant ainsi l'ancienne cité médiévale dans un méandre. Ses derniers kilomètres s'effectuent en direction du nord-nord-est. Elle y reçoit son dernier affluent important, le Camedon en rive droite.
Elle conflue en rive droite de la Garonne, vers 195 mètres d'altitude, face à la ville de Carbonne, enserrée dans un méandre sur la rive gauche du fleuve.
La longueur de l'ensemble ruisseau des Bers-rivière de Péguère-Arize est de 83,8 kilomètres et son bassin versant s'étend sur 528 km2.

### Départements et communes traversés
En région Occitanie, l'Arize baigne vingt communes, dont dix-sept en Ariège. Les principales sont La Bastide-de-Sérou, Le Mas-d'Azil et Daumazan-sur-Arize. Les trois dernières : Montesquieu-Volvestre, Rieux-Volvestre et Carbonne, se trouvent dans la Haute-Garonne.
Parmi les communes irriguées par l'Arize, cinq portent le nom de la rivière : outre Daumazan-sur-Arize déjà citée, on trouve Les Bordes-sur-Arize, Campagne-sur-Arize, Durban-sur-Arize et Thouars-sur-Arize. La rivière qualifie également une intercommunalité, la communauté de communes de l'Arize dont le siège se trouve au Mas-d'Azil.

## Affluents
L'Arize compte quatre-vingt-deux affluents répertoriés par le Sandre. Sept d'entre eux dépassent les dix kilomètres, soit d'amont vers l'aval :
- le ruisseau d'Aujole (rd[note 1]), 11,5 km[4] ;
- l'Artillac (rg) 14,1 km[5] ;
- la Dourne (rd) 12,1 km[6] ;
- le ruisseau de Montbrun (rg) 13,3 km[7] ;
- le ruisseau de l'Argain (rg) 11,8 km[8] ;
- le ruisseau de Lazaou ou l'Azau (rg) 13 km[9] ;
- le Camedon (rd) 16,6 km[10].

Plusieurs sous-affluents de l'Arize ont eux-mêmes des sous-affluents. Par exemple, un petit affluent de l'Arize, le ruisseau de Gabre, a pour affluent le ruisseau de Filleit sur lequel se trouve le lac de barrage de Filleit, qui a lui-même le ruisseau de Rabos comme affluent et le ruisseau de Caychal comme sous-affluent.

### Rang de Strahler
De ce fait, le rang de Strahler de l'Arize est de cinq.

## Hydrologie

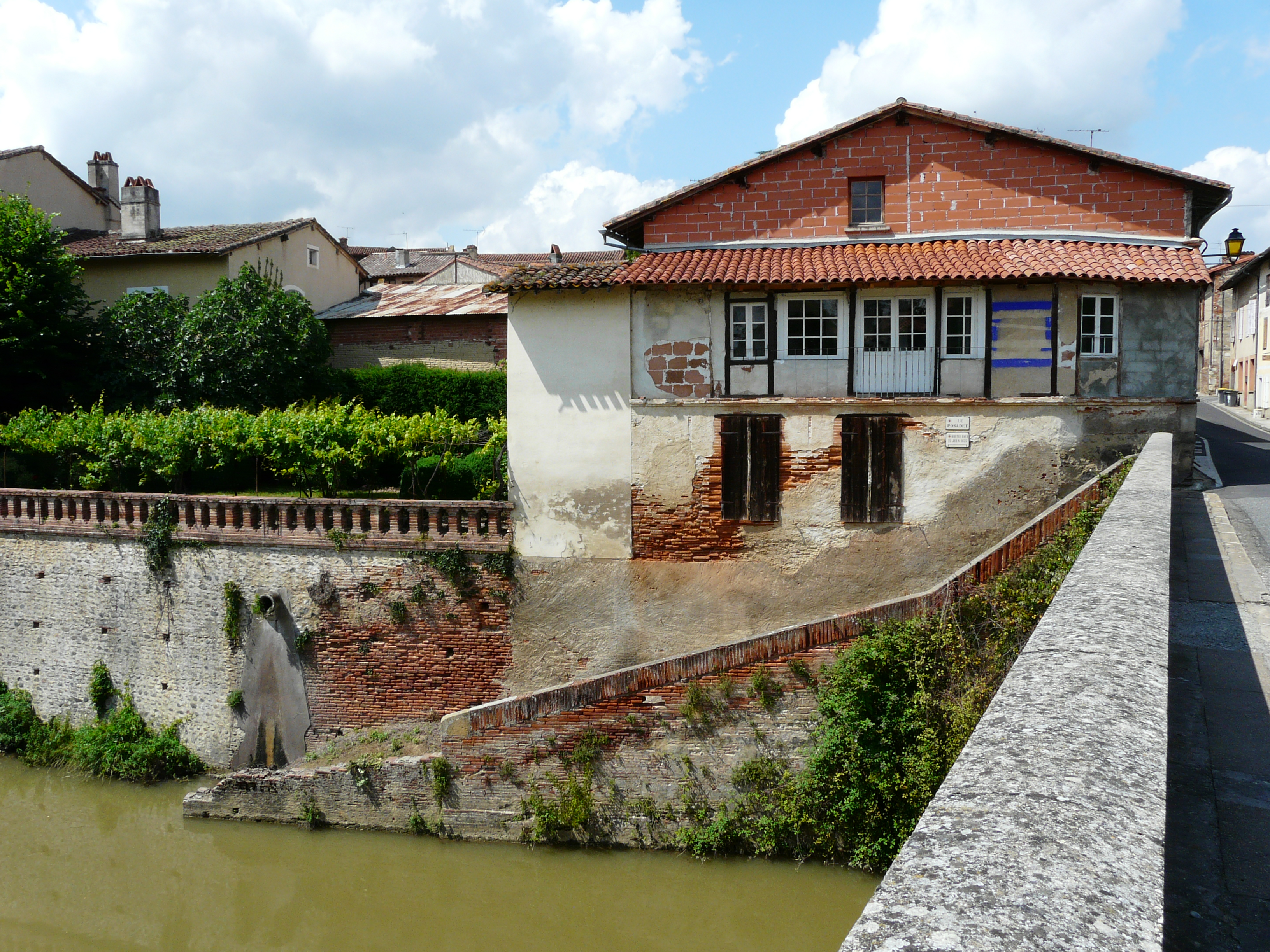
Maison au bord de l'Arize à Rieux-Volvestre présentant un témoin de crue presque à hauteur du parapet du pont.

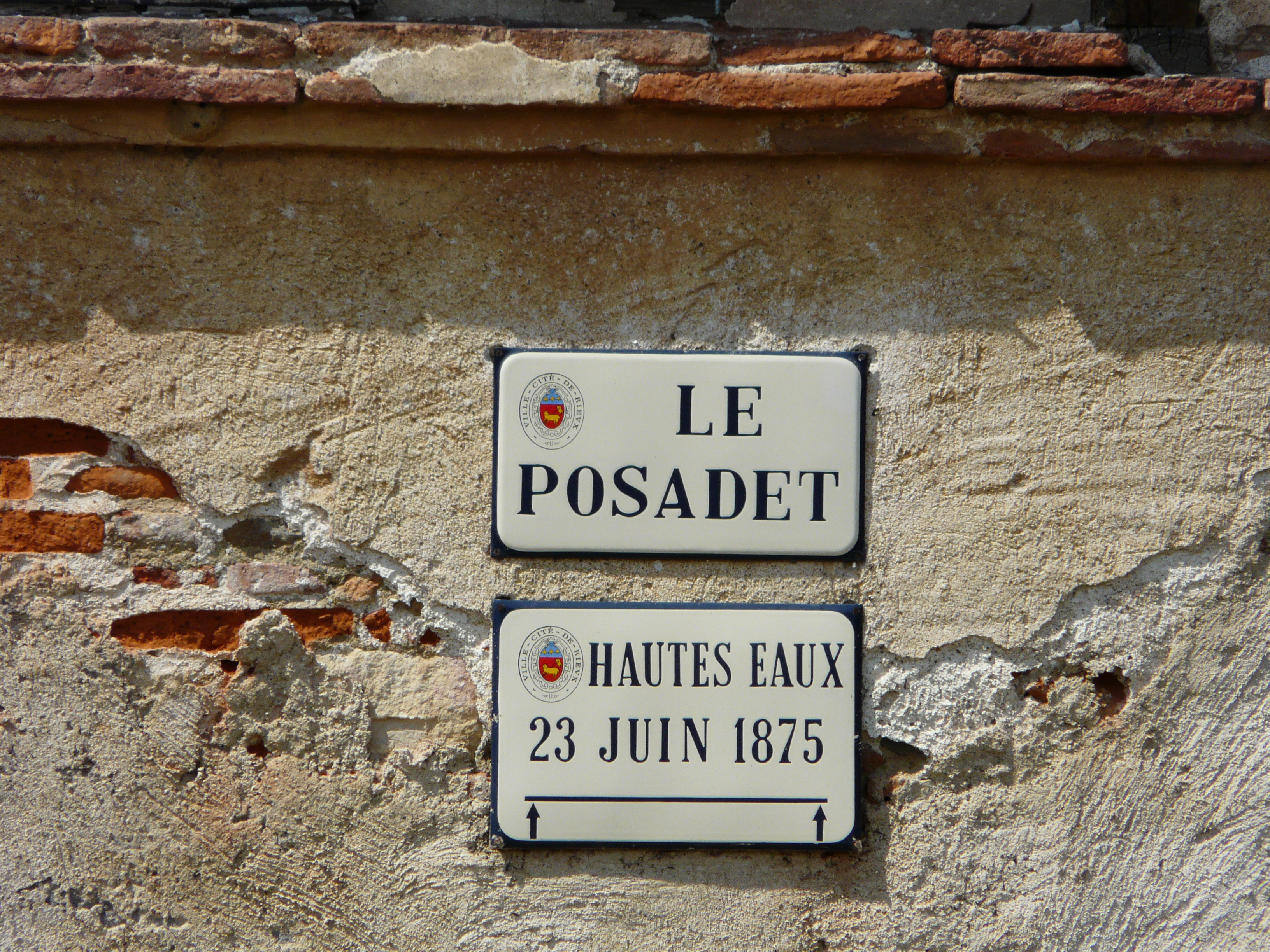
Le témoin de la crue du 23 juin 1875 apposé sur la maison ci-dessus.

L'alimentation de l'Arize est pluviale, ce qui explique les sautes de son débit, les crues brutales lors d'orages pouvant prendre, parfois, un caractère catastrophique.

### L'Arize à Rieux-Volvestre
Le débit de l'Arize a été observé pendant une période de 43 ans (1968-2011), à Rieux-Volvestre, localité du département de la Haute-Garonne, située tout près du confluent avec la Garonne. La surface étudiée y est de 476 km2, c'est-à-dire 90 % du bassin versant de la rivière.
Le module de la rivière à Rieux-Volvestre est de 5,31 m3/s.
L'Arize présente des fluctuations saisonnières de débit assez importantes. Les hautes eaux ont lieu en hiver et au printemps et portent le débit mensuel moyen à un niveau situé entre 6,42 et 8,93 m3/s, de décembre à mai inclus avec maximum de 8,93 m3/s en février et de 8,81 en avril. Les basses eaux surviennent en été, de juillet à début octobre, avec une baisse du débit moyen mensuel jusque 1,43 m3/s au mois d'août, ce qui est encore fort consistant.

### Étiage ou basses eaux
Cependant, le VCN3 peut chuter jusque 0,16 m3/s, en cas de période quinquennale sèche, soit 160 litres par seconde, ce qui doit être considéré comme sévère.

### Crues
D'autre part, les crues peuvent être très importantes, voire dévastatrices. Les QIX 2 et QIX 5 valent respectivement 120 et 170 m3/s. Le QIX 10 vaut 210 m3/s, tandis que le QIX 20 se monte à 250 m3/s, et que le QIX 50 est de 290 m3/s.
Le débit instantané maximal enregistré à Rieux-Volvestre a été de 259 m3/s le 19 mai 1977, tandis que la valeur journalière maximale était de 210 m3/s le même jour. En comparant le premier de ces chiffres aux valeurs des différents QIX de la rivière, il apparaît que cette crue était d'ordre vicennal et donc nullement exceptionnelle. On peut considérer qu'elle est destinée à se répéter tous les 20 ans en moyenne.

### Lame d'eau et débit spécifique
La lame d'eau écoulée dans le bassin de l'Arize est de 353 millimètres annuellement, ce qui est élevé pour une rivière de la région non issue des hauts sommets pyrénéens. C'est nettement supérieur à la moyenne d'ensemble de la France tous bassins confondus, mais légèrement inférieur à l'ensemble du bassin versant de la Garonne (384 millimètres par an au Mas-d'Agenais). Le débit spécifique (ou Qsp) atteint dès lors 11,1 litres par seconde et par kilomètre carré de bassin.

## Sites et monuments remarquables à proximité
- La cascade d'Alzen sur un petit affluent en rive droite ;
- La grotte du Mas-d'Azil à travers laquelle s'écoule l'Arize ;
- L'église Saint-Étienne du Mas-d'Azil avec son clocher à bulbe ;
- L'église Sainte-Anne de Sabarat et son clocher-arcade ;
- L'église Saint-Sernin de Daumazan-sur-Arize ;
- L'église Saint-Victor et le château de Palays à Montesquieu-Volvestre ;
- Rieux-Volvestre, son ancienne cathédrale, ses maisons à colombages, le pont de Lajous, le pont d'Auriac et sa chapelle Notre-Dame-de-Bonne-Garde.

## Galerie

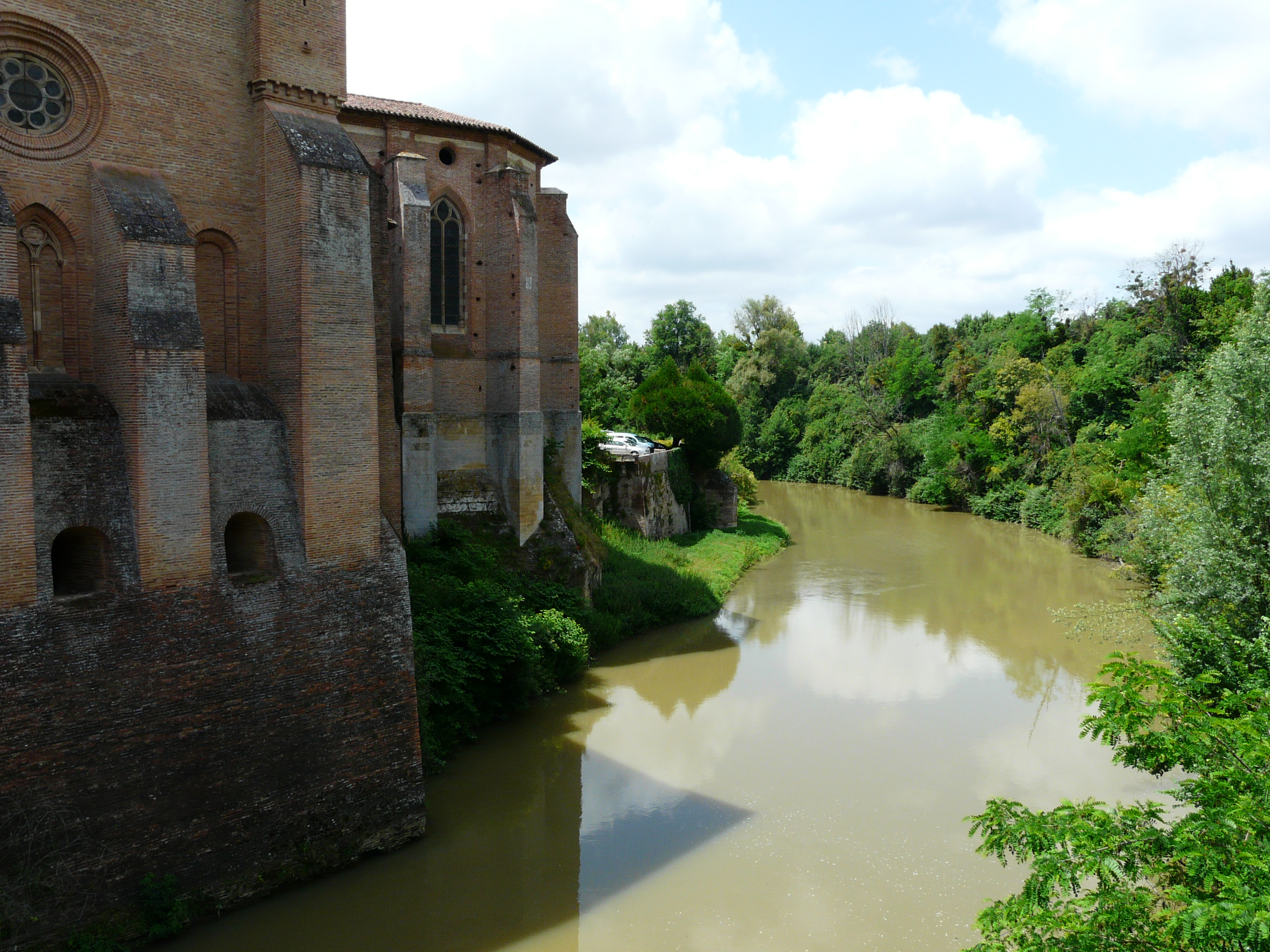
L'Arize au pied de l'ancienne cathédrale de Rieux.
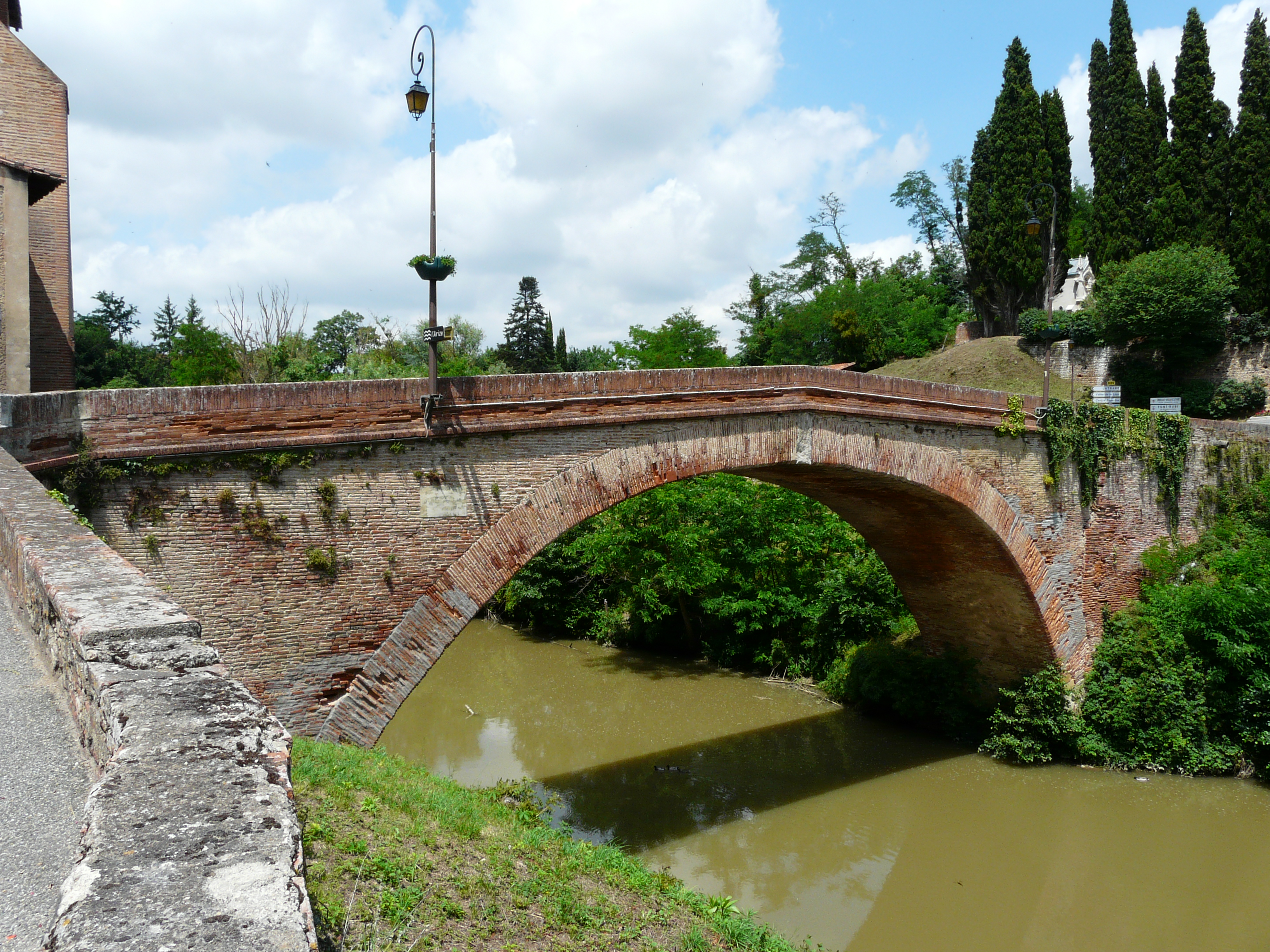
L'Arize à Rieux-Volvestre : le pont de Lajous.
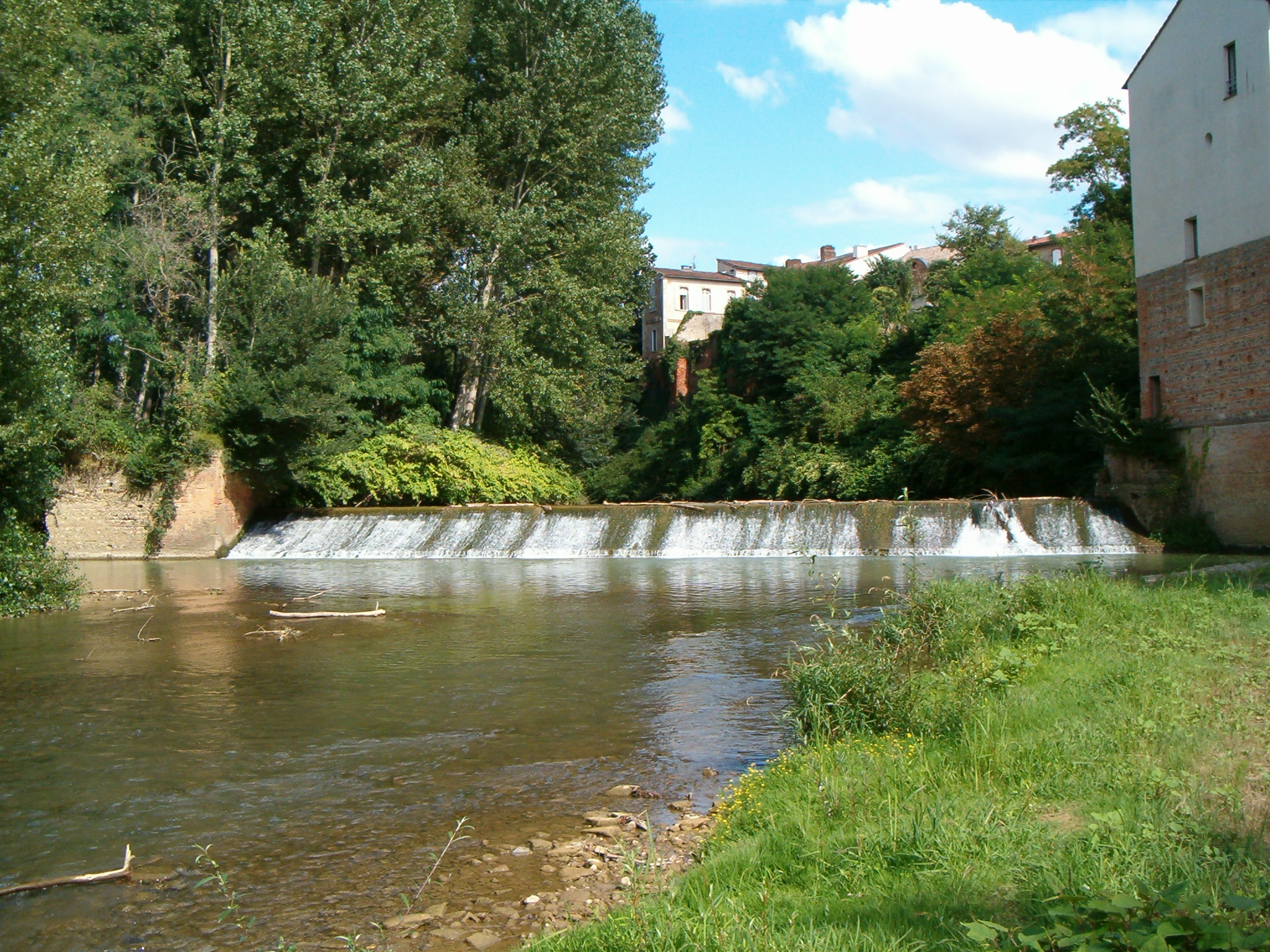
Seuil de Rieux-Volvestre.
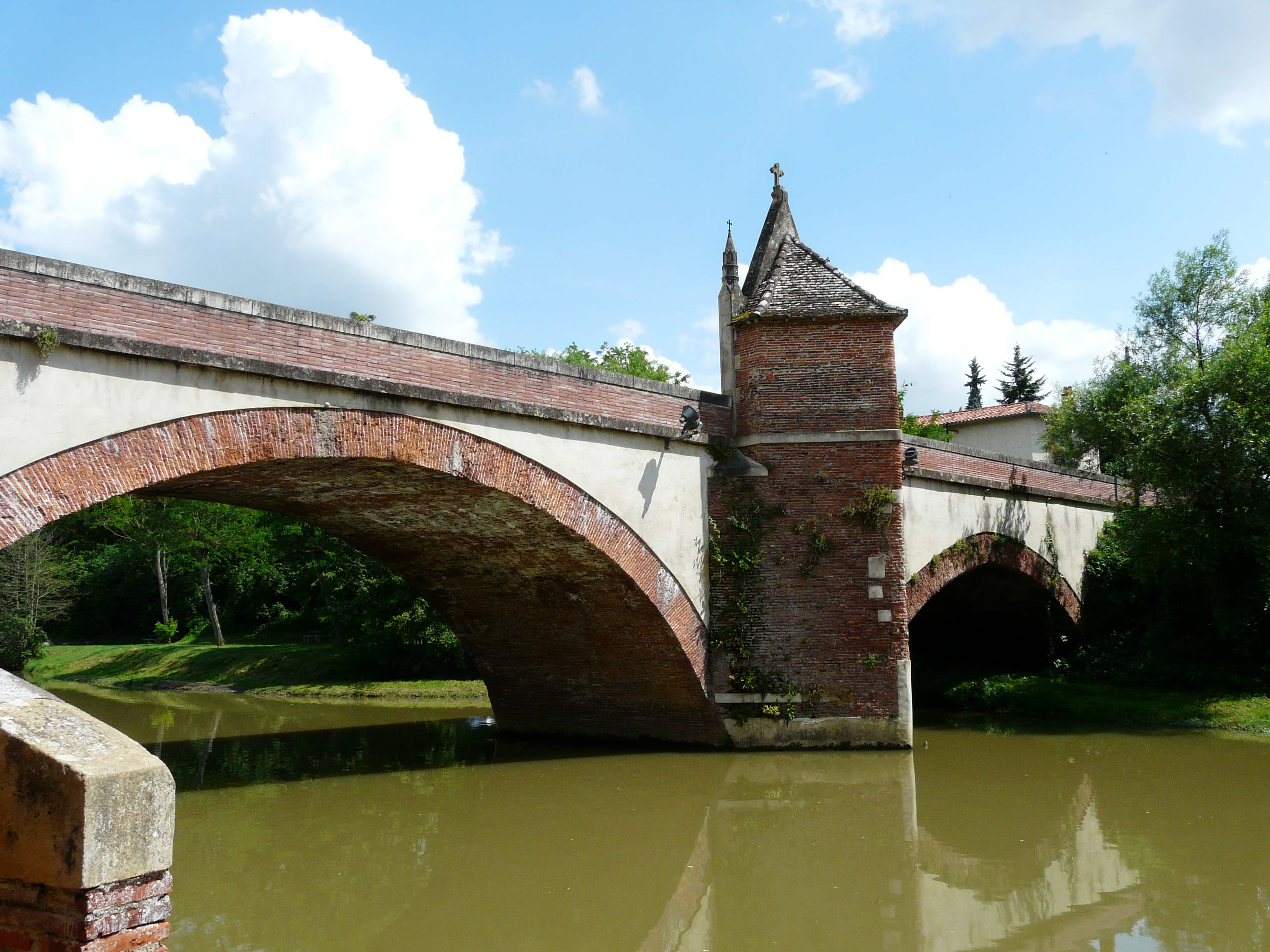
L'Arize à Rieux-Volvestre : le pont d'Auriac et sa chapelle.
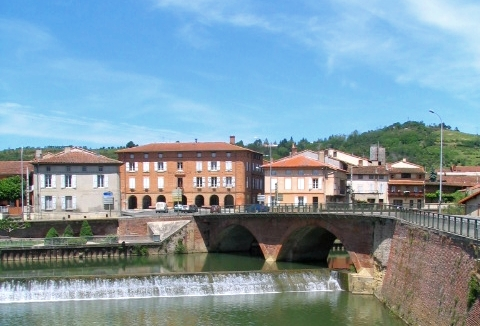
L'Arize à Montesquieu-Volvestre.
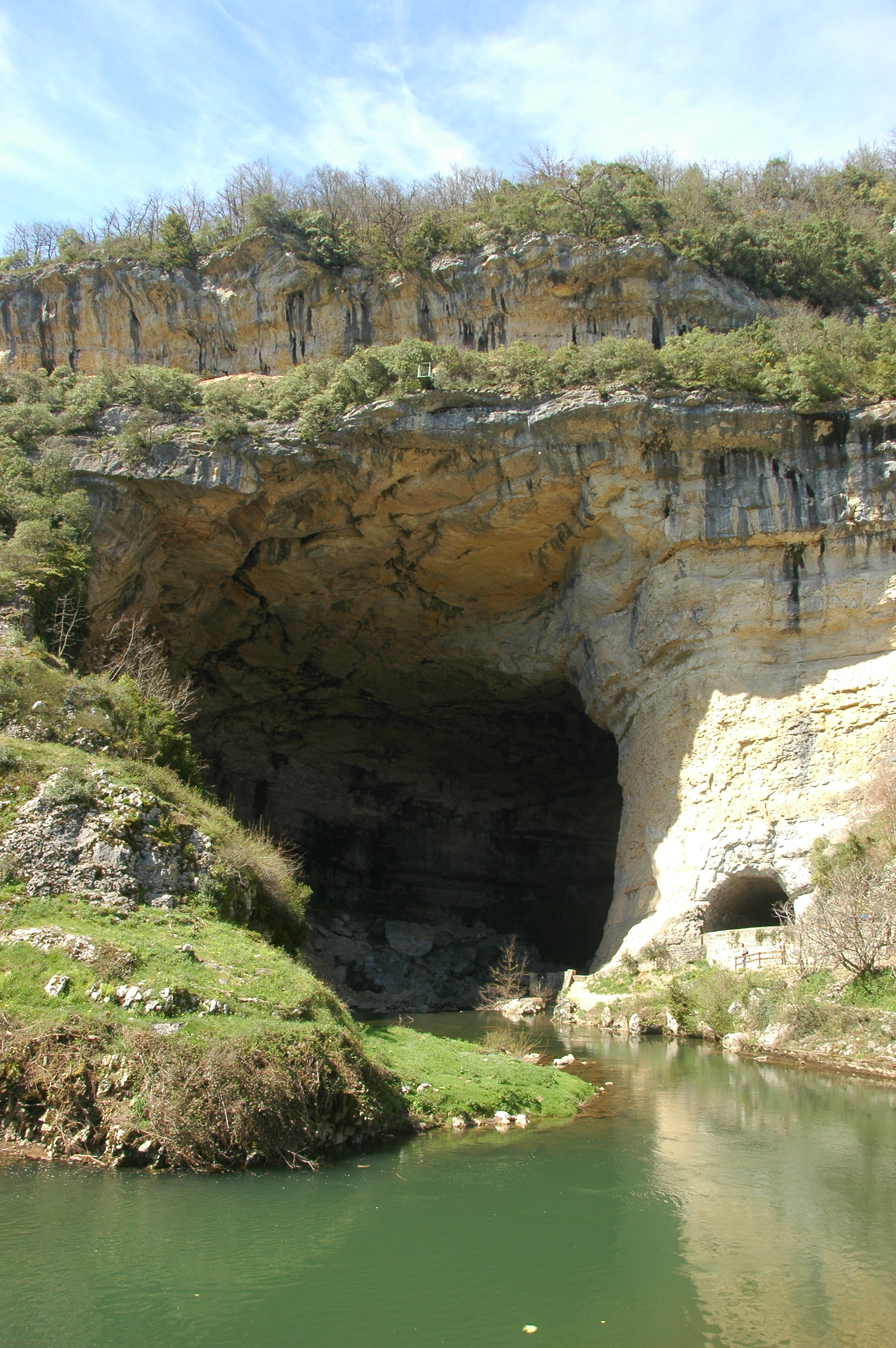
Grotte du Mas d'Azil traversée par l'Arize.
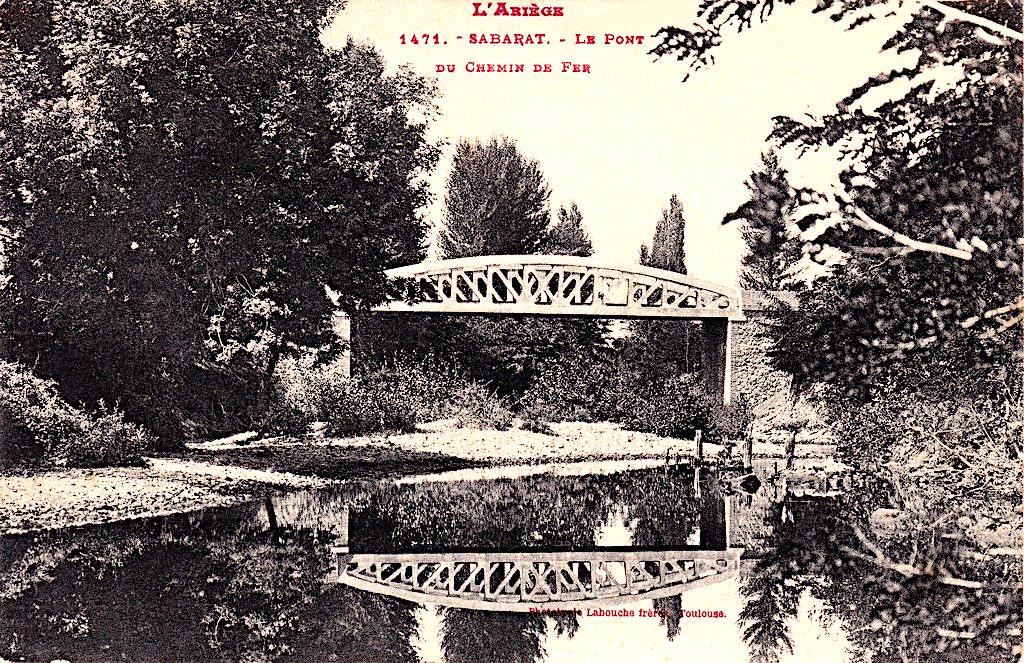
Commune de Sabarat : vue du pont des chemins de fer du Sud-Ouest entre 1900 et 1920.